# Paddleton
Paddleton ist eine US-amerikanische Tragikomödie aus dem Jahr 2019 unter der Regie von Alex Lehmann nach einem Drehbuch von Lehmann und Mark Duplass. Der Film hatte seine Weltpremiere am 1. Februar 2019 beim Sundance Film Festival. Er wurde am 22. Februar 2019 von Netflix veröffentlicht.

## Handlung
Bei Michael, einem Mann mittleren Alters, wird Magenkrebs im Endstadium diagnostiziert und er beschließt, seinem Leben ein Ende zu setzen. Das verärgert seinen Nachbarn Andy aus dem Obergeschoss, da sie die besten (und einzigen) Freunde des anderen sind und sich gegenseitig dabei helfen, ihren tristen Alltag zu entkommen.
Andy ermutigt Michael, gegen den Krebs zu kämpfen, aber Michael weigert sich, das Leiden zu verlängern. Auf Wunsch von Michael backen sie gemeinsam Pizza, schauen sich Kung-Fu-Filme an, lösen Puzzles und spielen Paddleton, ein Spiel, das sie selbst erfunden haben.
Andy zögert, Michael dabei zu helfen, sein eigenes Leben zu beenden, willigt jedoch ein, mit ihm einen Ausflug zur nächstgelegenen, sechs Stunden entfernten Apotheke zu unternehmen, die das Rezept für ein tödliches Medikament einlösen kann. Während der Fahrt besprechen sie Wünsche und machen unterwegs Halt, um eine Straußenfarm zu besuchen. Sie holen Michaels Rezept ab und checken in einem Hotel ein, wo sie für ein homosexuelles Paar gehalten werden. Während Michael schläft, kauft Andy einen Minisafe, in den er das Medikament legt.
Sie gehen zu einem Open-Mic-Abend, wo Andy Michael dabei hilft, eine Szene aus ihrem Lieblings-Kung-Fu-Film auf der Bühne aufzuführen. Später verstoßen sie gegen die Hotelregeln, indem sie nach Feierabend beim Trinken einen Whirlpool nutzen. Die Rezeptionistin gesellt sie sich schließlich zu ihnen und flirtet mit Andy, woraufhin Michael zurück in ihr Zimmer geht. Andy fühlt sich unwohl, als sie erwähnt, dass ihr verstorbener Ehemann „überall um sie herum“ ist.
Andy wacht am nächsten Morgen auf und stellt fest, dass Michael und der Safe verschwunden sind. Er gerät in Panik und sucht nach Michael, den er schließlich in der Lobby entdeckt. Andy nimmt den Safe an sich, worauf Michael Andy verärgert zwingt, sich der Tatsache zu stellen, dass er im Sterben liegt und dass Andy seine Wünsche respektieren muss.
Sie fahren zurück nach Hause, wo sich sein Zustand schnell verschlechtert. Während sie auf dem Küchenboden sitzen und die tödliche Dosis Medizin vorbereiten, verrät Michael, dass er früher verheiratet war, sich in der Ehe jedoch schnell unwohl fühlte. Im Gegensatz dazu verspürte er sofort ein Gefühl der Zugehörigkeit zu Andy, als sie sich trafen. Andy antwortet, das er, als er Michael zum ersten Mal sah, dachte, er sei ein Serienmörder. Sie sprechen über die Möglichkeit, eines Lebens nach dem Tod, in dem Michael Andy besuchen könnte.
Michael ist bereit zu sterben und verabreicht sich die tödliche Dosis Medikamente. Nach einem kurzen Moment der Angst stirbt Michael friedlich in seinem Bett. Andy versucht, sein gewohntes Leben mit Kung-Fu-Filmen, Rätseln und Paddleton zu führen, ist aber einsam und unerfüllt. Einige Zeit später lernt Andy die alleinerziehende Mutter Kiersten und ihren Sohn Evan kennen, die in Michaels alte Wohnung ziehen. Er versichert ihnen, dass sie die beste Wohnung im Komplex haben und erklärt Evan das Paddleton-Spiel. Andy verspricht ihm, ihm eine mitreißende Halbzeitrede zu halten, falls er sie jemals brauchen sollte, und kehrt lächelnd in seine eigene Wohnung zurück.

## Synchronisation
Paddleton wurde bei der Berliner RRP Media unter der Dialogregie von Dennis Schmidt-Foß synchronisiert. Das Dialogbuch schrieb Ralf Pel.
| Darsteller         | Synchronsprecher    | Rolle          |
| ------------------ | ------------------- | -------------- |
| Christine Woods    | Anja Nestler        | Dr. Hagen      |
| Mark Duplass       | Norman Matt         | Michael        |
| Ray Romano         | Tobias Meister      | Andy           |
| Kadeem Hardison    | Dennis Schmidt-Foß  | Dave           |
| Jack McGraw        | Yannis Finder       | Evan           |
| Alexandra Billings | Marina Erdmann      | June           |
| Marguerite Moreau  | Sarah Méndez García | Kiersten       |
| Lynnann Gartner    | Traudel Sperber     | Rezeptionistin |
| Bjorn Johnson      | Sven Brieger        | Master Liu     |

## Hintergrund
Das Drehbuch und der daraus resultierende Film basierten auf den Leben von Rob Mermin und Bill Morancy. Ihre Geschichte wurde ursprünglich 2016 von Rumblestrip Vermont als Podcast-Folge mit dem Titel „Last Chapter“ produziert.

## Rezeption
Auf Rotten Tomatoes hat der Film eine Zustimmungsrate von 89 %, mit einer durchschnittlichen Bewertung von 7,2/10 basierend auf 44 Rezensionen.